# لوحة الأرقام

لوحة أرقام متكاملة مع لوحة المفاتيح

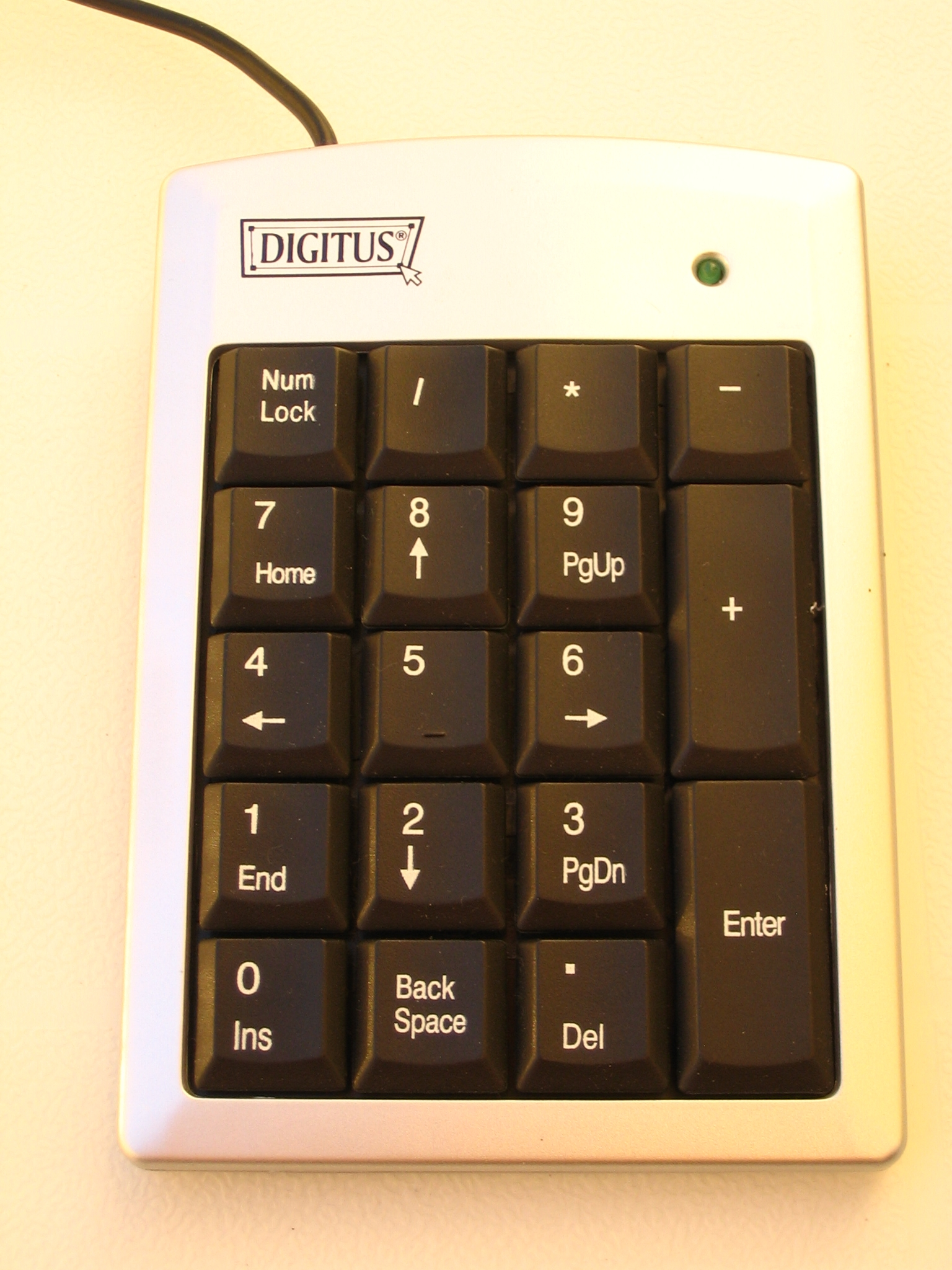
لوحة الأرقام كوحدة منفصلة. يمكن استخدامها مع لوحات المفاتيح الصغيرة أو الحواسيب المحمولة التي لا يوجد في لوحة أرقام

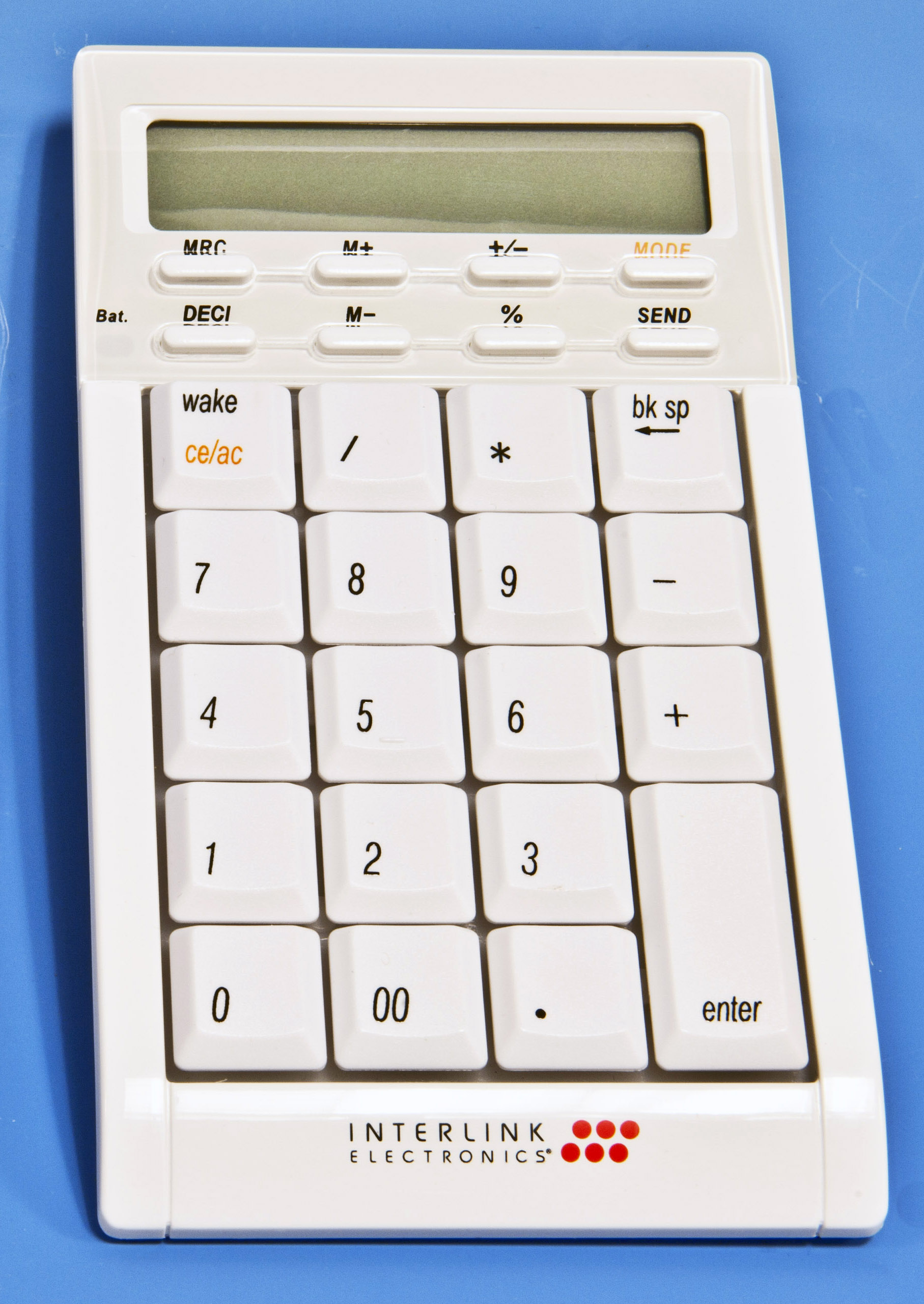
لوحة أرقام تعمل بالبلوتوث، ويمكنها أيضا أن تعمل كآلة حاسبة

لوحة الأرقام (بالإنجليزية: Numeric keypad)‏ هي قسم من لوحة المفاتيح بحجم راحة اليد، وعادة ما تحوي 17 مفتاحا في أقصى اليسار. تسهل هذه اللوحة عملية إدخال الأرقام بشكل مقارب للآلة الحاسبة.
مفاتيح لوحة الأرقام هي الأرقام من 0 إلى 9، و + (الجمع)، و - (الطرح)، و * (الضرب)، و / (القسمة)، و . (الفاصلة العشرية)، و Num Lock ، و ↵ Enter . غالبا لا تحوي لوحات مفاتيح الحواسيب المحمولة على لوحة أرقام، ولكنها قد توفر طريقة لإدخال الأرقام من خلال الضغط على مفتاح Fn. الحواسب المحمولة الكبيرة (عادةَ تلك التي تكون شاشتها أكبر من 15.6 بوصة) قد تحوي لوحة أرقام، والعديد من الشركات توفر لوحات أرقام منفصلة يمكن ربطها بالحاسوب من خلال اتصال الناقل التسلسلي العام (العديد من هذه اللوحات الخارجية تحوي على مفتاح مسافة إضافي بجانب الصفر مكان الإبهام، وزر 00 إضافي لآلات تسجيل النقد).
في بعض الأحيان يكون من الضروري التمييز بين المفاتيح على لوحة الأرقام والمفاتيح المطابقة في مكان آخر على لوحة المفاتيح. على سبيل المثال في بعض البرامج (مثل بلندر)، الضغط على 0 في لوحة الأرقام قد يعطي نتيجة مختلفة عن ضغط 0 في مكان آخر بلوحة المفاتيح. في مثل هذه الحالة يتم الإشارة للوحة الأرقام بشكل خاص فعلى سبيل المثل يسمى 0 بـ Numpad 0 في حال كان في لوحة المفاتيح، و Num 0 لو كان في مكان آخر لإزالة الغموض.
تعمل لوحات الأرقام في وضعين. عندما يتم إطفاء Num Lock ، تعمل المفاتيح 8 و 6 و 2 و 4 كمفاتيح الأسهم أعلى، ويمين، وأسفل، ويسار; أما 7 ، و 9 ، و 3 ، و 1 فتعمل مثل Home و PgUp و PgDn و End . أما عندما يتم تشغيل Num Lock فتقوم المفاتيح بإظهار الأرقام الظاهرة. في حواسيب ماكينتوس، والتي لا يوجد فيها مفتاح Num Lock ، تقوم لوحة الأرقام بإظهار الأرقام فقط; زر Num Lock مستبدل بـ Clear Key في هذه الأجهزة.
ترتيب الأرقام على لوحات الأرقام مع المفاتيح 9-8-7 في الأعلى و 3-2-1 في الأسفل مشتق من الآلات الحاسبة وآلات تسجيل النقد. وهذا الترتيب مختلف تماما عن ترتيب الهواتف والتي يكون فيها 3-2-1 في الأعلى و 9-8-7 في الأسفل.
تُعد لوحات الأرقام مفيدة لإدخال تسلسلات طويلة من الأرقام بسرعة، على سبيل المثال في جداول البيانات والبرامج المالية. فإن نمط الإدخال هذا مقارب بشكل كبير للآلة الحاسبة.